# Simfonia núm. 1 (Mozart)

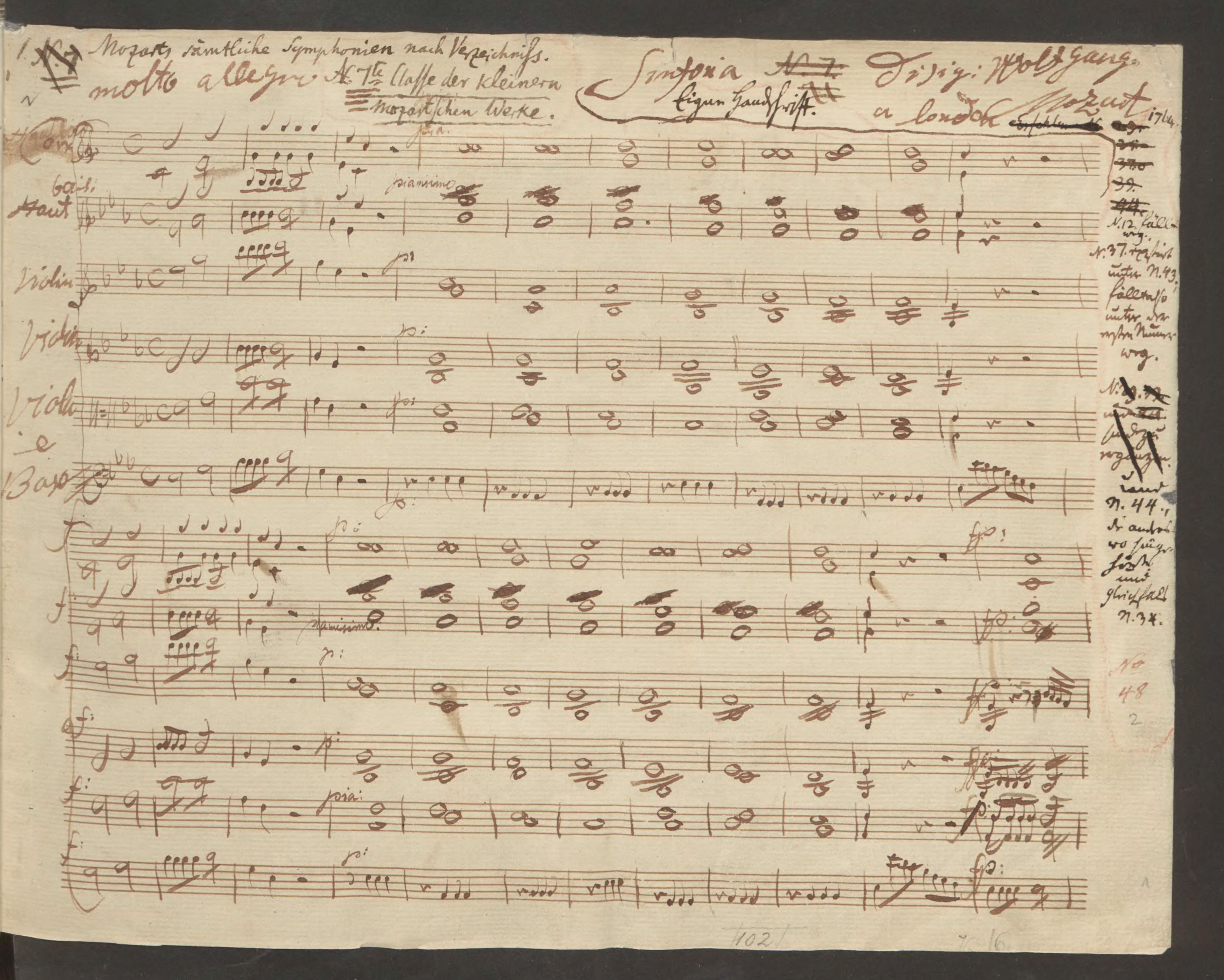
Partitura de la Simfonia núm. 1.

La Simfonia núm. 1 en mi bemoll major, K. 16, és una composició de Wolfgang Amadeus Mozart escrita l'any 1764, quan tenia tan sols vuit anys. En aquest moment, Mozart ja era conegut a tot Europa com el Wunderkind (el nen prodigi), però fins al moment només havia compost petites peces musicals. Encara que des del punt de vista qualitatiu aquesta peça no té comparació amb les seves obres posteriors és considerada com una primera pedra en l'evolució de la seva obra. El facsímil de la partitura autògrafa es conserva en la Biblioteka Jagiellońska (Universitat Jagellónica) de Cracòvia.
Aquesta simfonia fou escrita durant el gran viatge de la família Mozart per Europa, concretament en la seva estada a Londres, quan van haver de traslladar-se a Chelsea a causa de la malaltia del seu pare Leopold. La casa al número 180 del carrer Ebury, ara a Westminster, lloc on va escriure l'obra, presenta una placa commemorativa a la façana. L'estrena de la simfonia va tenir lloc el 21 de febrer de 1765. L'obra presenta la influència de nombrosos compositors, inclosos el seu pare i els fills de Johann Sebastian Bach, especialment Johann Christian Bach, un important simfonista que treballava a Londres i a qui Mozart havia conegut durant la seva estada allà.

## Instrumentació i estructura
La simfonia està instrumentada per a una orquestra formada per dos oboès, dues trompes i corda (primers i segons violins, violes, cel·los i contrabaixos).
L'estructura segueix l'esquema clàssic típic "ràpid-lent-ràpid", que reflecteix els orígens del gènere en l'obertura italiana. Era l'estructura típica de les simfonies del període clàssic i és l'habitual és la simfonies primerenques de Mozart, encara que més tard la va substituir per l'esquema de quatre moviments. Consta, per tant, de tres moviments, 
1. Molto allegro, en compàs 4/4.
2. Andante, en compàs 2/4.
3. Presto, en compàs 3/8.

El primer moviment de la simfonia és una peça ràpida escrita en forma sonata, encara que hi ha algunes variacions que mereixen ser esmentades. El segon és lent, en la tonalitat de do menor –la tonalitat relativa de mi bemoll major–, amb acompanyament gairebé constant de tresets de semicorxeres. El tercer és ràpid i viu, amb un gran joc de contrastos entre passatges suaus i forts, i diàlegs entre les parts interpretades només pels violins i les interpretades per tota l'orquestra.